# Miroglio (Frabosa Sottana)
Miroglio (Mireuj in dialetto monregalese e in kje, Miröi o Miroelh in occitano) è una frazione di Frabosa Sottana (CN).

## Geografia fisica
Il borgo di Miroglio è ubicato accanto al Maudagna, principalmente in sinistra idrografica del torrente. Il centro dell'abitato si trova a 807 metri sul livello del mare. È una frazione del comune di Frabosa Sottana. Il centro abitato è dominato ad ovest dall'omonimo Bric Miroglio.

## Storia

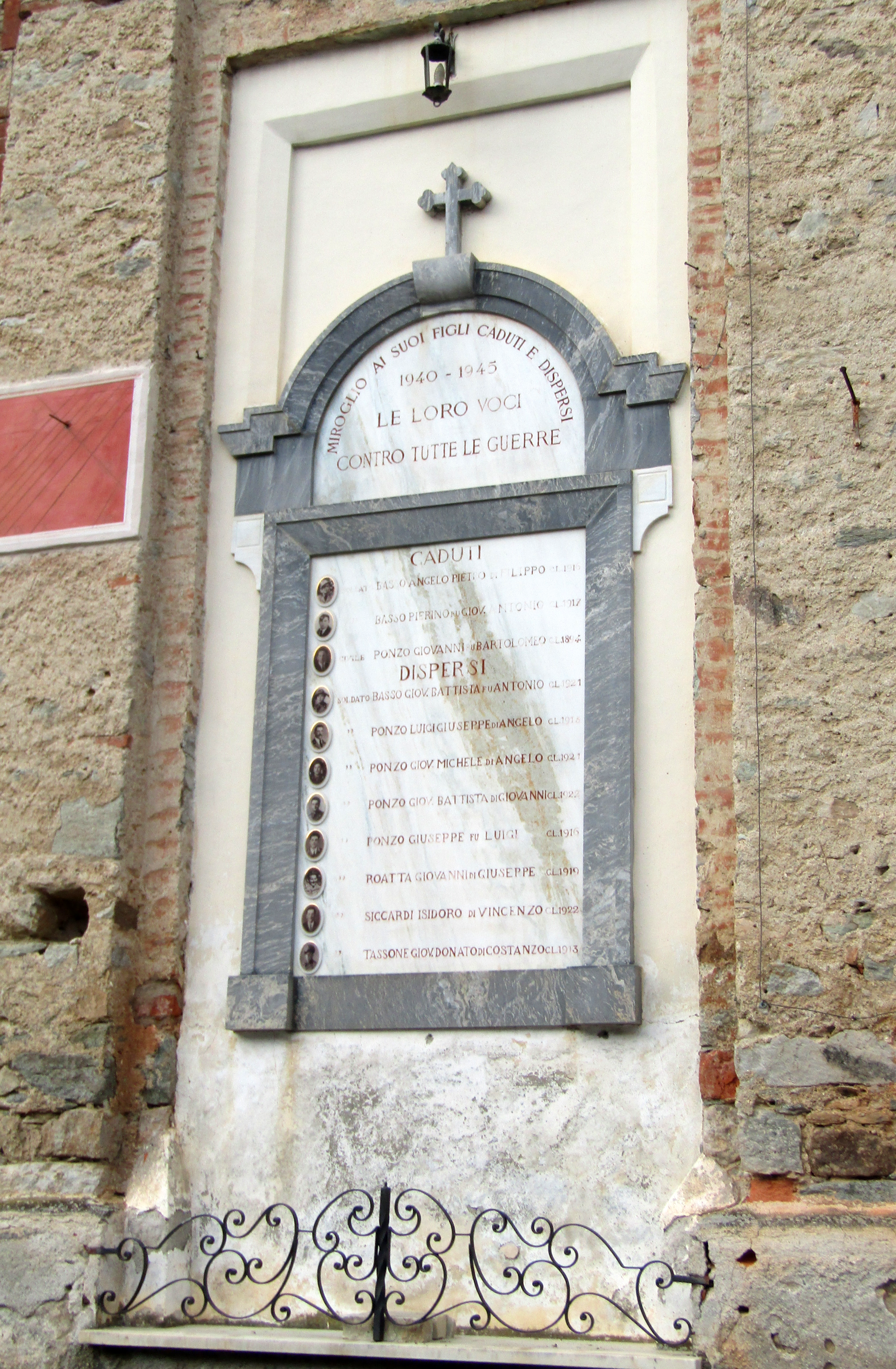
Lapide ai caduti e dispersi in guerra

La vallata del Maudagna venne occupata dagli antichi romani, i quali aprirono alcune cave nella zona di Miroglio per sfruttarne i minerali ferrosi e il marmo bianco presente. Il paese è sede parrocchiale e disponeva di una propria scuola elementare. All'inizio del XX secolo a Miroglio venne costruita una delle prime centrali idroelettiche della zona.
Durante la Resistenza Miroglio fu coinvolta dagli scontri tra le truppe nazifasciste e i partigiani, in particolare quelli di convinzioni monarchiche guidati dal comandante Mauri. L'episodio più rilevante fu l'eccidio avvenuto nei pressi della chiesetta del Pellone, dove il 14 gennaio 1944 vennero trucidati 11 partigiani e un civile; un lapide ricorda l'avvenimento.
Durante il primo dopoguerra, a breve distanza dal centro abitato alle falde della Cima Castelletto, iniziò lo sfruttamento del marmo "Nero nuvolato", in una cava oggi abbandonata. La pietra, di notevole pregio, venne utilizzata in vari edifici sia in Italia, come ad esempio per l'atrio dell'Istituto Galileo Ferraris e l'ossario della Gran Madre a Torino e per i porticati del Cimitero monumentale di Milano, sia all'estero, come nei restauri della Cattedrale di Annecy.

## Edifici e luoghi di interesse

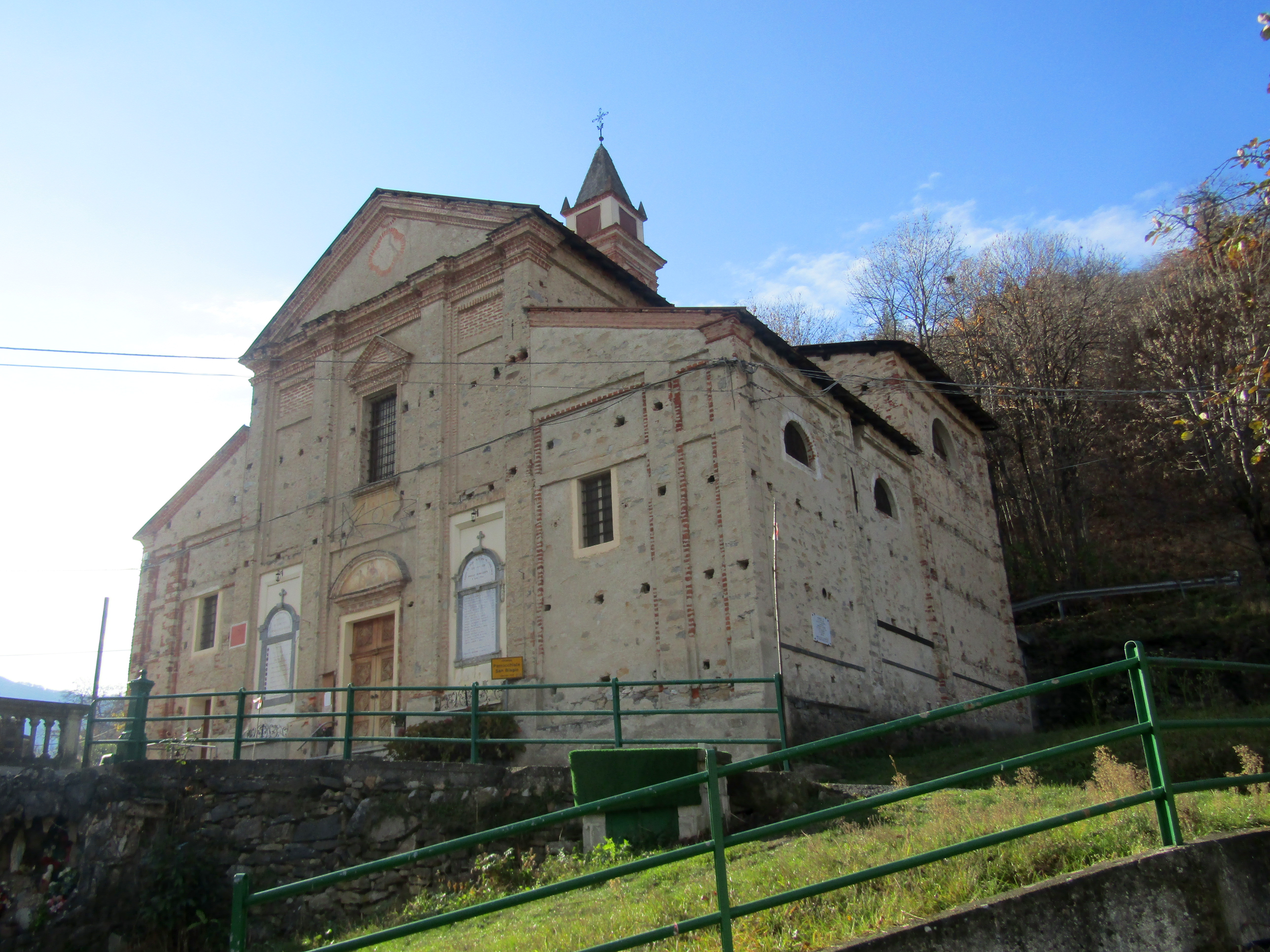
La chiesa di San Biagio

- Chiesa parrocchiale di San Biagio,[13] costruita nel 1657 ed ampliata nel XVIII secolo in stile barocco.[14] La chiesa nel secolo successivo fu ulteriormente ingrandita e venne elevata al rango di parrocchia nel 1850.[15] La festa patronale si celebra tutti gli anni a inizio febbraio.[16]
- Cappella del Pellone, situata sulla strada che collega Miroglio con Pratonevoso.[14]
- Falesie di arrampicata, situate nei pressi dell'abitato e con difficoltà tecniche anche notevoli.[17]
- Ex cava di marmo, a monte del paese.[10]

## Cultura
Il borgo di Miroglio è uno dei pochi centri abitati dove si parla il kje.
Nell'edificio che ospitava la scuola elementare del borgo è oggi collocato il Museo della montagna e della sua gente, e dedicato alla ricostruzione delle passate modalità di vita quotidiana e professionale dei suoi abitanti; espone una collezione di circa seicento attrezzi agricoli risalenti, in maggioranza, all'inizio del Novecento.

## Galleria d'immagini

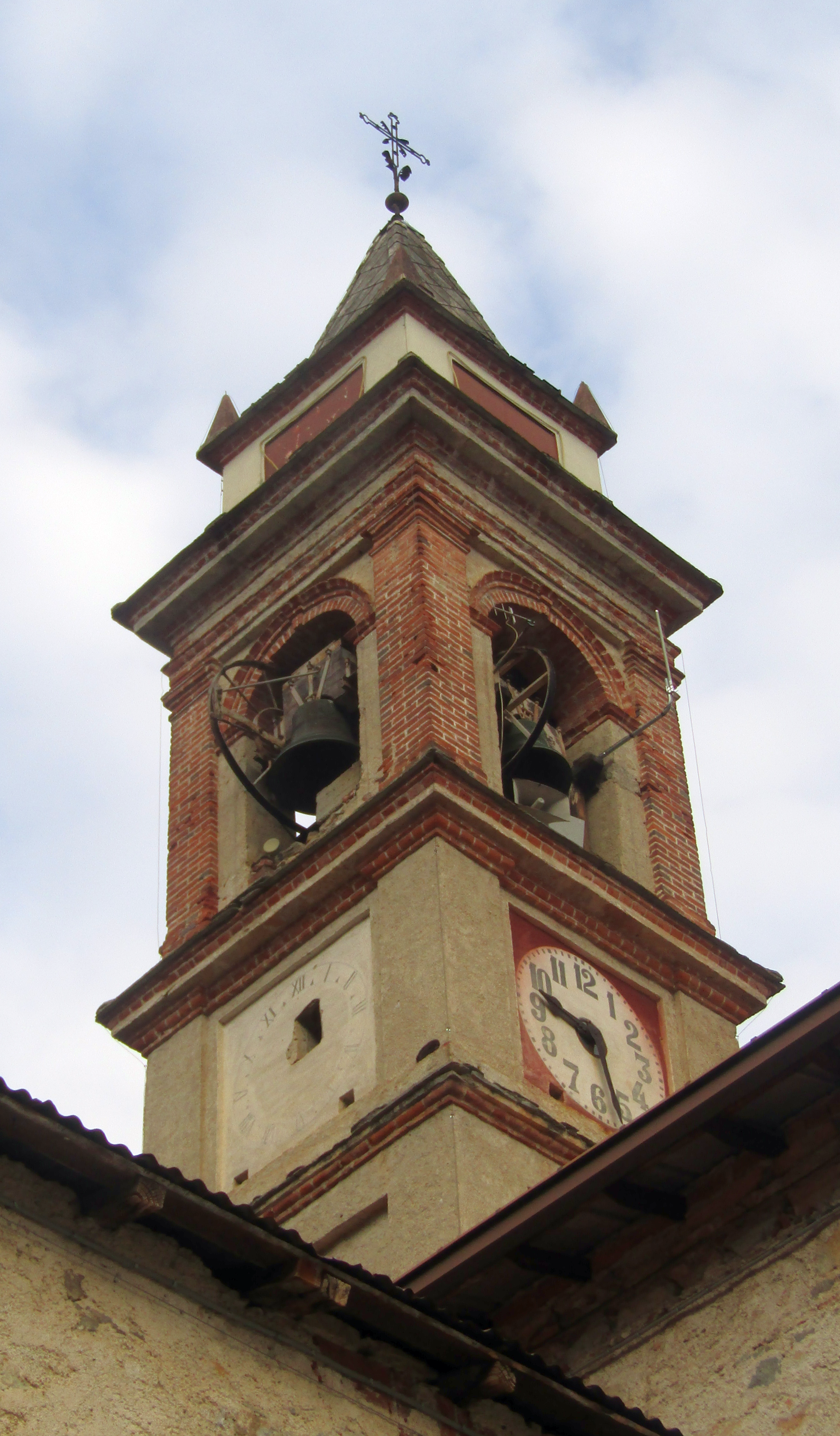
Campanile di S.Biagio
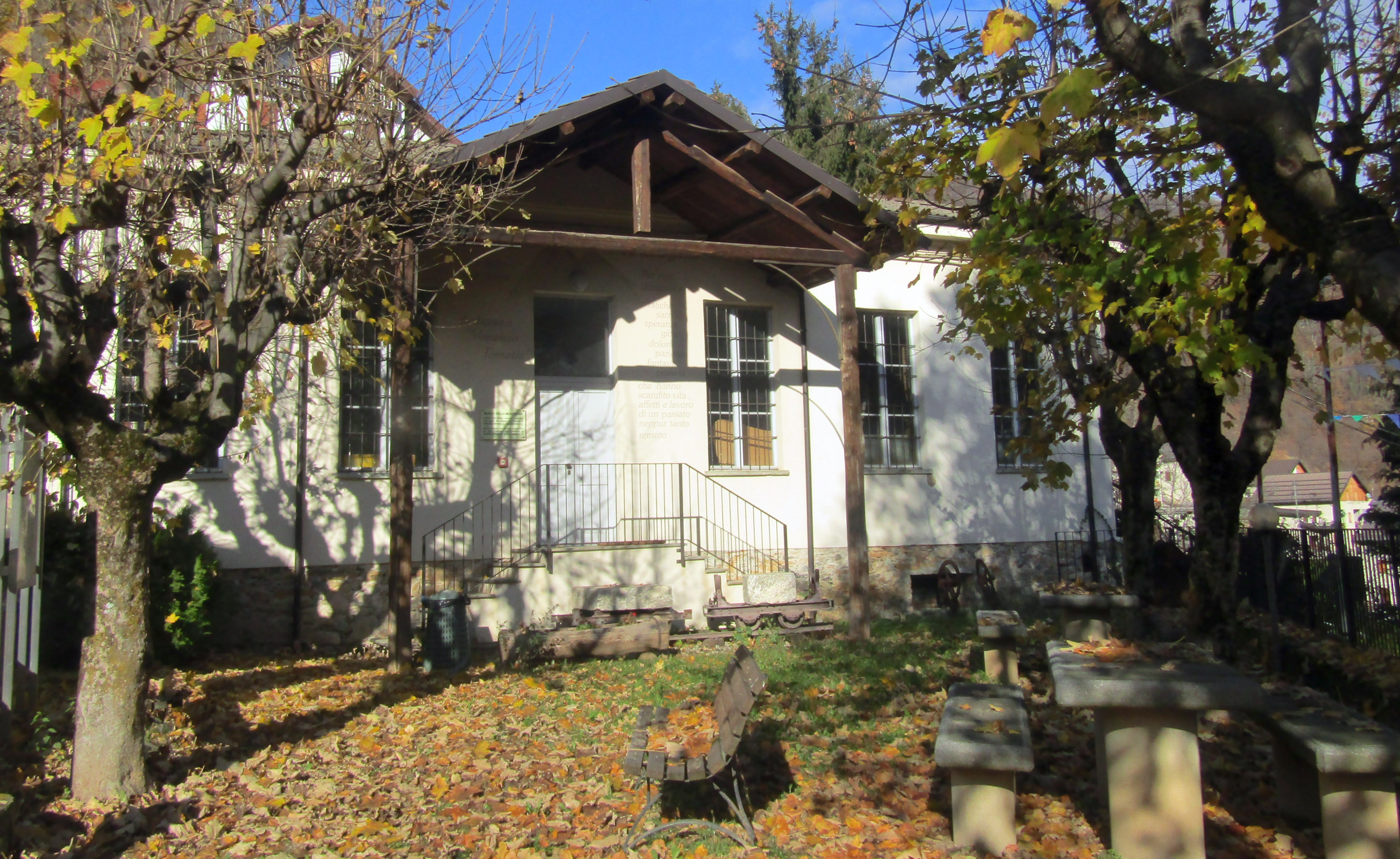
La ex scuola elementare, ora museo
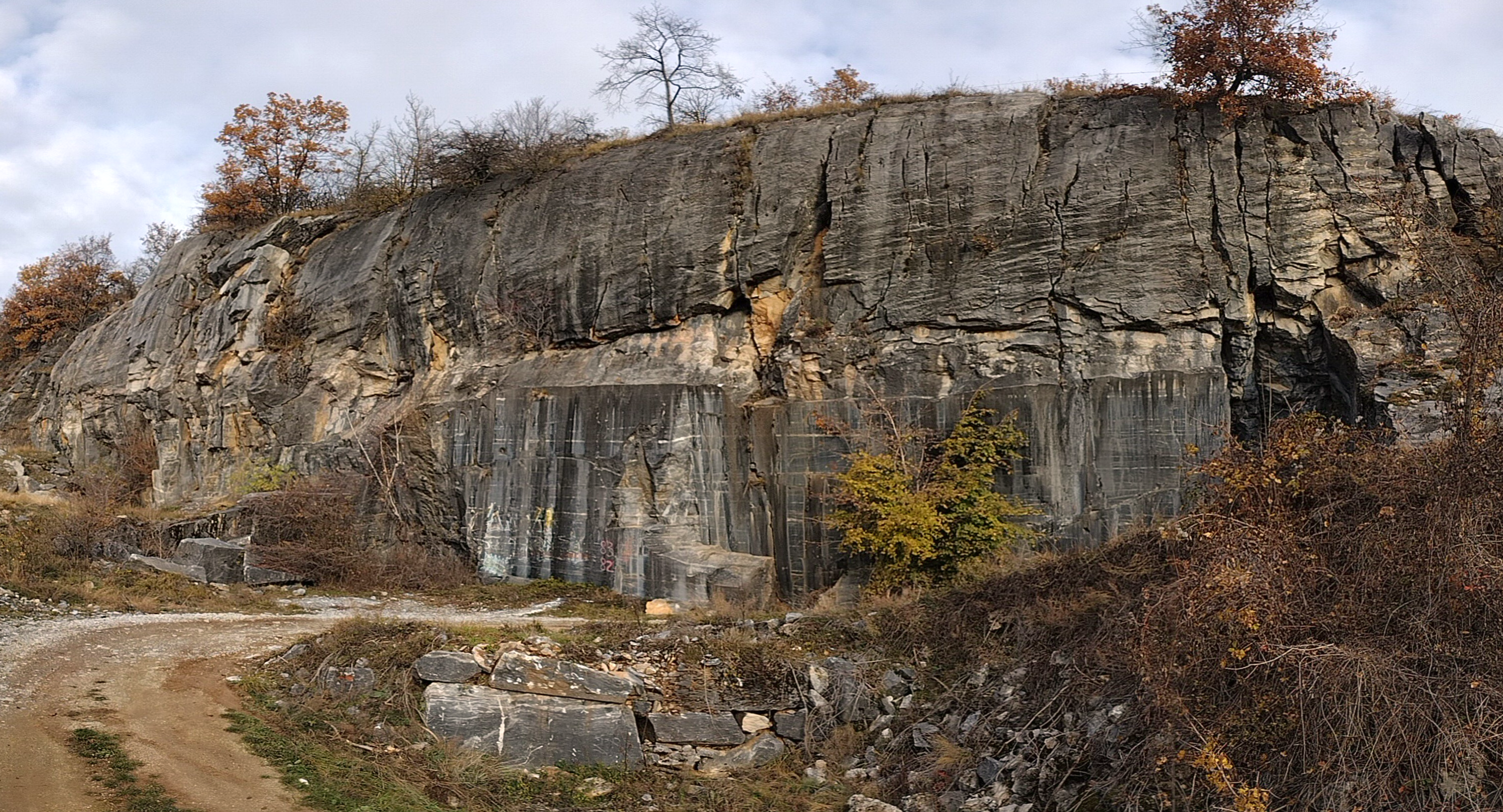
La vecchia cava di marmo